# Synagoge (Sarrebourg)

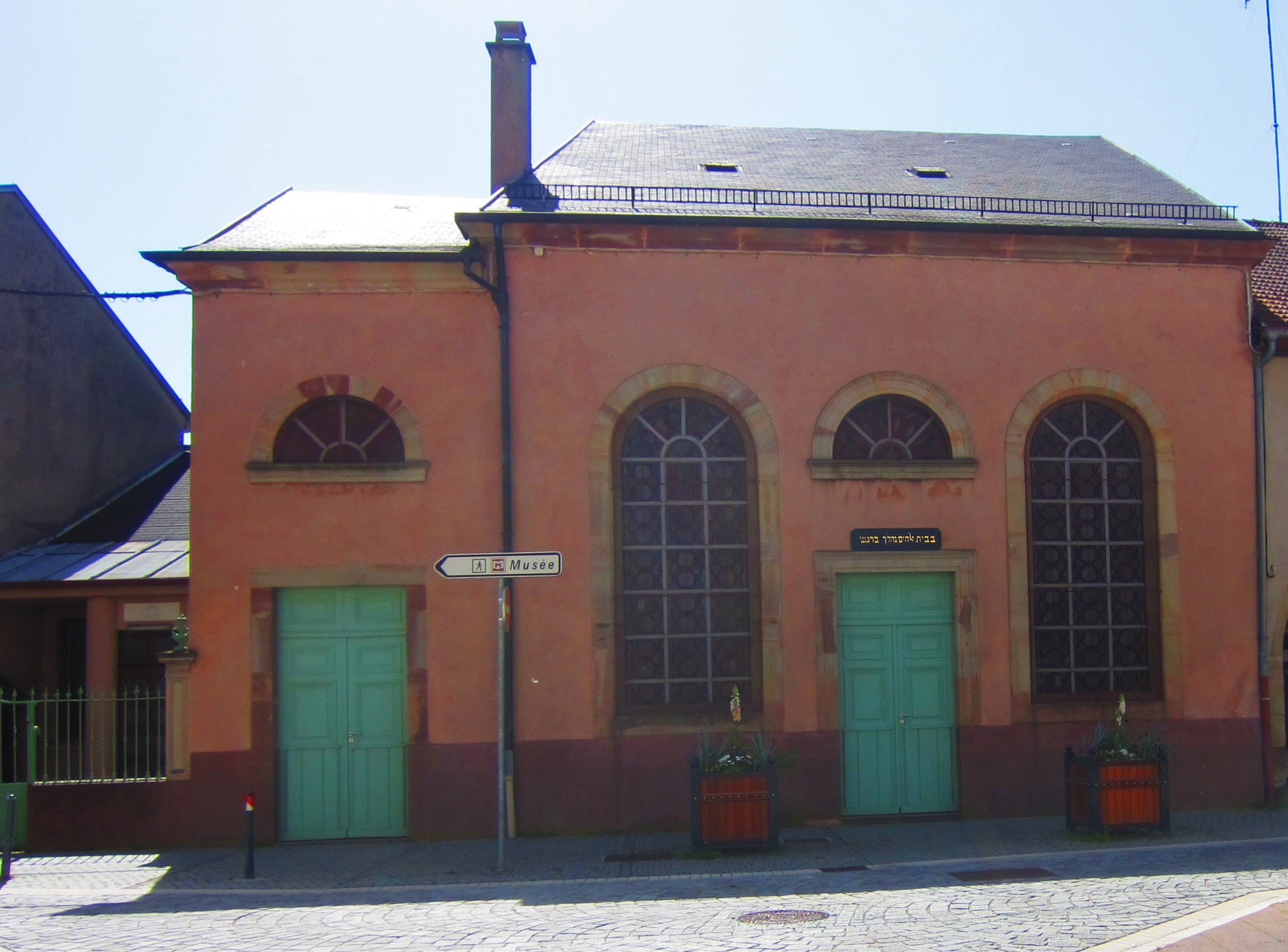
Synagoge in Sarrebourg

Die Synagoge in Sarrebourg, einer französischen Gemeinde im Département Moselle in der historischen Region Lothringen, wurde zwischen 1845 und 1857 errichtet. Die Synagoge an der Nr. 12 rue du Sauvage ist seit 1983 als Monument historique klassifiziert.

## Geschichte
Die Synagoge wurde von den deutschen Besatzern während des Zweiten Weltkriegs verwüstet und zweckentfremdet. In den 1950er Jahren wurde das Gebäude renoviert und seitdem wird es wieder von der kleinen jüdischen Gemeinde für Gottesdienste genutzt.